# Stimmloser glottaler Frikativ
Der stimmlose glottale Frikativ (ein stimmloser, an der Stimmritze gebildeter Reibelaut) hat in verschiedenen Sprachen folgende lautliche und orthographische Realisierungen:
- Deutsch [⁠h⁠]: H, h
- Englisch [⁠h⁠]: H, h
- Arabisch [⁠h⁠]: ه auch im Silbenauslaut im Ggs. zum Deutschen und Englischen